# Dominique Schnetzer
Dominique Schnetzer (* 7. Februar 1998) ist eine Schweizer Unihockeyspielerin, welche beim Nationalliga-A-Verein UH Red Lions Frauenfeld unter Vertrag steht.

## Karriere
Schnetzer durchlief die Nachwuchsabteilung der Red Lions Frauenfeld und wechselte 2018 für eine Saison in der Nachwuchs der Red Ants Rychenberg Winterthur. Nachdem sie den Schritt in die Nationalliga A bei den Red Ants nicht geschafft hatte, wechselte sie zurück zu den Red Lions.